# Eutane aglaea
Eutane aglaea là một loài bướm đêm thuộc phân họ Arctiinae, họ Erebidae.